# NGC 4186
NGC 4186 (również NGC 4192B, PGC 39057 lub UGC 7240) – galaktyka spiralna (Sab), znajdująca się w gwiazdozbiorze Warkocza Bereniki. Odkrył ją w 1877 roku Wilhelm Tempel.